# Alexander Arnz
Alexander „Sascha“ Arnz (* 25. August 1932 in Rheydt; † 30. September 2004 in Köln) war ein deutscher Fernsehregisseur.
In Mönchengladbach besuchte er das Stiftische Humanistische Gymnasium. Seit 1957 führte er bei Fernsehshows Regie, zunächst bei den Sendungen mit Peter Frankenfeld (ARD), dann bei Boulevard Bio (ARD), Aktion Sorgenkind (Vergißmeinnicht, ZDF) oder ab 1981 bei Wetten, dass..? (ZDF), 1990 bei Fort Boyard auf Sat.1.
Arnz hatte zwei Söhne, wovon einer, Bob Arnz (* 1962), als Musikproduzent, Komponist und Musikmanager tätig ist.
Von 1999 bis zu seinem Tod war Arnz mit der Sängerin Ulla Wiesner verheiratet.
2002 zog er sich von der großen ZDF-Show zurück, arbeitete aber bis wenige Wochen vor seinem Tod noch als Regisseur für Alfredissimo und die WDR-Mitternachtsspitzen. Arnz starb am 30. September 2004 an Krebs.

## Auszeichnungen
- 1988 Telestar
- 1996 Goldener Löwe von RTL Spezial für beste Regie eines Künstler-Auftritts (Michael Jackson) an Alexander Arnz
- 1999 Deutscher Fernsehpreis Beste TV-Show an Thomas Gottschalk, Viktor Worms und Alexander Arnz